# Edith Kern
Edith Gentner Kern (* 7. Februar 1912; † 29. September 2005) war eine US-amerikanische Romanistin und Literaturwissenschaftlerin.

## Leben und Werk
Edith G. Kern schloss das Masterstudium ab mit der Arbeit Rojas Zorilla in French drama, 1643-1702 (Baltimore 1944)  und promovierte 1946 bei Leo Spitzer an der Johns Hopkins University in Baltimore über The influence of Heinsius and Vossius upon French dramatic theory (Baltimore 1949). Sie lehrte an verschiedenen amerikanischen Universitäten (u. a. Hofstra University und Smith College). 1977 war sie Präsidentin der Modern Language Association.
Im September 2005 verstarb sie im Alter von 93 Jahren.

## Weitere Werke
- (Hrsg. mit Agnes G. Raymond) La joie de lire. Premières lectures littéraires, New York 1966
- (Hrsg.) Sartre. A collection of critical essays, Englewood Cliffs, NY 1962
- Existential thought and fictional technique. Kierkegaard, Sartre, Beckett, New Haven 1970
- The absolute comic, New York 1980